# Stefan Nilsson (sportskytt)
Stefan Nilsson, född 12 augusti 1990 i Trelleborg, är en svensk sportskytt som tävlar i disciplinen skeet. Han deltog vid olympiska sommarspelen 2012 i London där han slutade på en 15:e plats i herrarnas skeet. Fyra år senare, vid olympiska sommarspelen 2016 i Rio de Janeiro, tog han sig till final och slutade sexa.
Vid europeiska spelen 2015 vann Nilsson silvermedalj i skeet.
Vid Europeiska spelen 2019 vann Nilson guldmedalj i skeet.